# Maddison Elliott
Pour les articles homonymes, voir Elliott.
Maddison Gae Elliott, née le 3 novembre 1998, est une nageuse handisport australienne. Aux Jeux paralympiques d'été de 2012 à Londres, elle devient la plus jeune médaillée paralympique australienne en remportant des médailles de bronze au 100 et 400 m nage libre S8. Elle devient ensuite la plus jeune médaillée d'or australienne en tant que membre du relais 4 × 100 m nage libre 34 points. Aux Jeux paralympiques 2016, elle remporte trois médailles d'or et deux d'argent.

## Jeunesse
Maddison Gae Elliott est née le 3 novembre 1998 à Newcastle, Nouvelle-Galles du Sud,. Elle est atteinte d'une infirmité motrice cérébrale du côté droit à la suite d'un accident vasculaire cérébral néonatal, diagnostiqué à l'âge de quatre ans. En plus de la natation, elle fait de l'athlétisme et, en 2010, détient six records australiens de son groupe d'âge. En 2016, elle vit à Gillieston Heights, en Nouvelle-Galles du Sud, et étudie en 12e année au Bishop Tyrrell Anglican College (en). Elle a une sœur aînée nommée Dimity,.

## Carrière

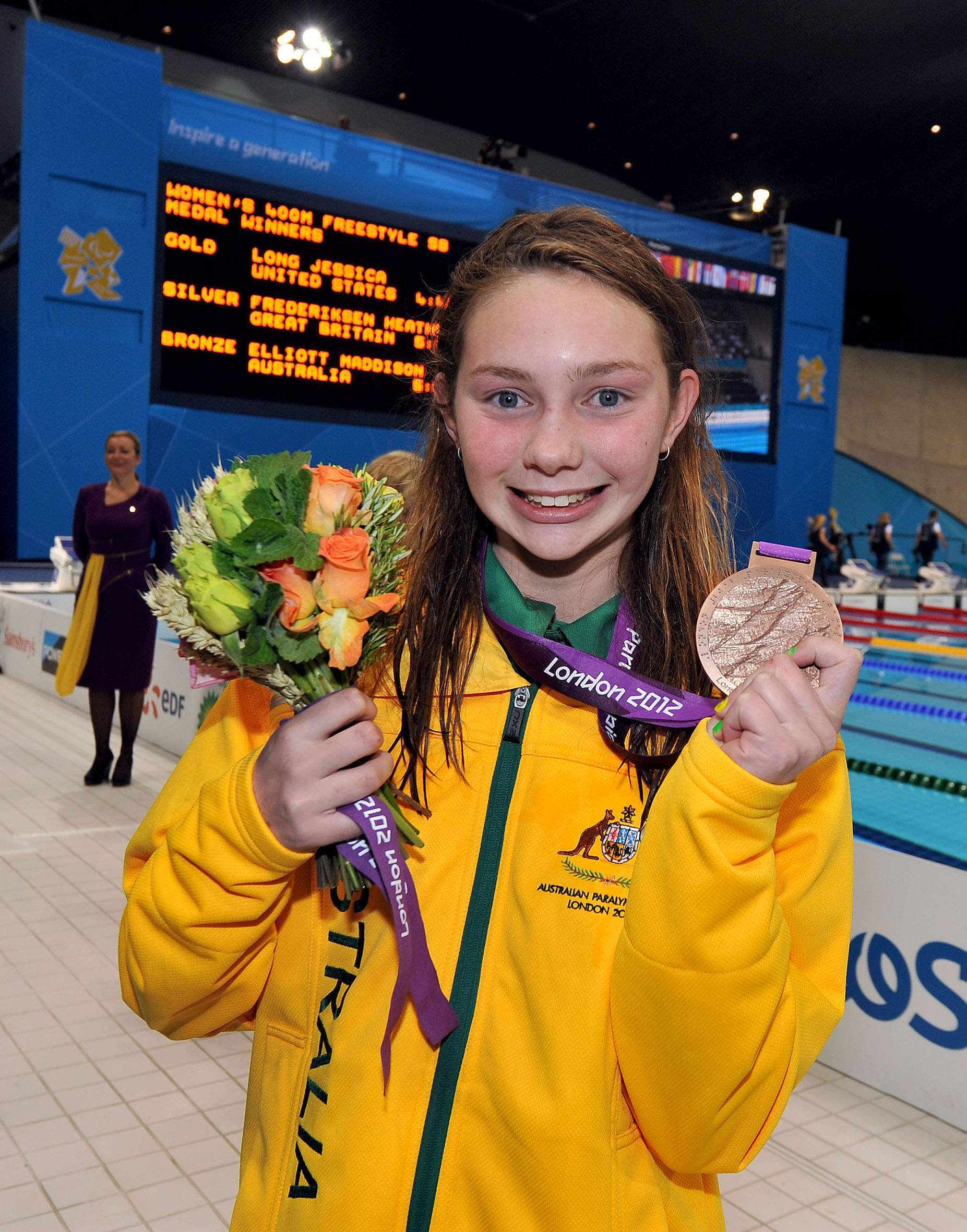
Elliott aux Jeux paralympiques d'été 2012.

Elliott est à l'origine une nageuse classée S8, mais en 2017, elle est reclassée en S9,. Elle est membre du club de natation de Nuswim, commence à nager à l'âge de six mois, et débute la natation compétitive en 2009. Elle fait ses débuts en équipe nationale la même année aux Jeux paralympiques de la jeunesse, où elle remporte cinq médailles d'or.
En 2010, Elliott détient trois records australiens de son groupe d'âge, et lors des Championnats handisport de Nouvelle-Galles du Sud 2010, elle rafle cinq médaille d'or. Elle représente l'Australie aux championnats paralympiques d'Océanie 2011, et plus tard cette année-là, elle participe aux championnats australiens de natation à Canberra. Lors de cet événement, elle rafle une médaille de bronze, cinq d'argent et trois d'or. Elle est ainsi sélectionnée pour représenter l' Australie aux Jeux paralympiques d'été de 2012 à Londres en natation,.
Le 31 août 2012 au London Aquatics Centre, Elliott améliore de 23 secondes son record personnel pour remporter une médaille de bronze sur le 400 m nage libre S8. Elle remporte également la médaille d'argent au 50 m nage libre S8, le bronze au 100 m nage libre S8 et la médaille d'or au 4 × 100 m nage libre 34 points. Elle devient ainsi, à 13 ans, la plus jeune Australienne à remporter une médaille paralympique, surpassant Anne Currie, ou une médaille d'or, un record autrefois détenu par Elizabeth Edmondson (en),. Ensuite, elle rencontre le prince Harry et lui donne une Lizzie the Frill Neck Lizard, la mascotte du Comité paralympique australien et des équipes paralympiques australiennes. Cela a conduit le chef de mission australien, Jason Hellwig (en), à présenter officiellement Lizzie au président du comité d' organisation des Jeux olympiques et aralympiques de Londres (LOCOG), Lord Coe, qui lui donne un Mandeville en retour.
En novembre 2012, Elliott et Rheed McCracken (en), les plus jeunes membres de l'équipe paralympique de 2012, sont nommés ensemble athlètes paralympiques juniors de l'année. Elle rafle des médailles d'or sur le 50 m et le 100 m nage libre S8 et la médaille d'argent au 400 m nage libre S8 aux Championnats du monde de natation handisport 2013 à Montréal, Canada, et reçoit la médaille de l'Ordre de l'Australie en 2014 « pour  service au sport en tant que médaillée d'or aux Jeuxparalympiques de 2012 à Londres ».

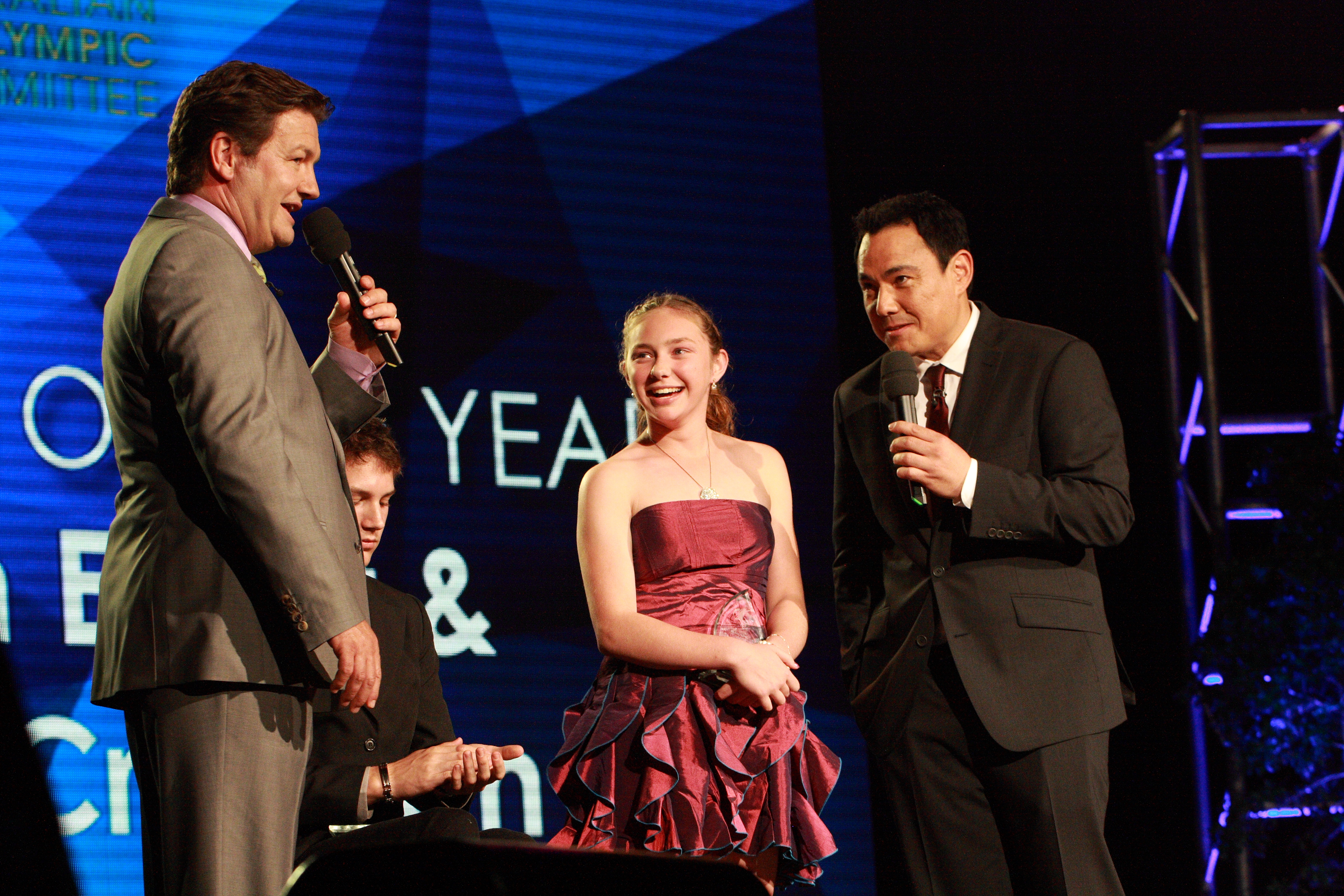
Elliott interviewé après avoir été nommée Athlète junior de l'année 2012 lors de la cérémonie du sportif paralympique australien de l'année

Elliott remporte une médaille d'or aux Jeux du Commonwealth de 2014 à Glasgow sur le 100 m nage libre S8 avec un temps record du monde de 1 min 05 s 32, battant le record établi par Jessica Long en 2012.
Aux Championnats du monde de natation handisport 2015, Elliott remporte l'or sur le 50 m nage libre S8, le 100 m nage libre S8 avec un temps de record du monde de 1 min 04 s 71, le 100 m dos S8 et le 4 × 100 m nage libre 34 points, l'argent sur le 400 m nage libre S8 et le 4 × 100 femmes m quatre nages 34 points et le bronze sur le 100 m m papillon S8,,,,.
Son succès aux championnats du monde handisport lui valent le prix de la nageuse paralympique de l'année 2015 décerné par Swimming Australia. En novembre 2015, elle reçoit le prix d'athlète régional de l'année du New South Wales Institute of Sport.

Aux Jeux paralympiques de Rio 2016, elle fait partie de l'équipe qui remporte la médaille d'or en un temps record du monde du relais 4 x 100 libre 34 points, aux côtés d'Ellie Cole, Lakeisha Patterson et Ashleigh McConnell. Elle gagne ensuite sa première médaille d'or paralympique individuelle en remportant le 100 mètres nage libre S8 dans un temps de record paralympique de 1 min 04 s 73, et puis rafle aussi l'or sur le 50 mètres nage libre S8 avec un temps de record du monde de 29 s 73. De plus, ellerafle des médailles d'argent au 100 mètres dos S8 et au relais 4 x 100 quatre nages 34 points. Après le succès d'Elliot aux Jeux paralympiques de Rio 2016, elle est couronnée début décembre en tant qu'athlète féminine paralympique australienne de l'année.

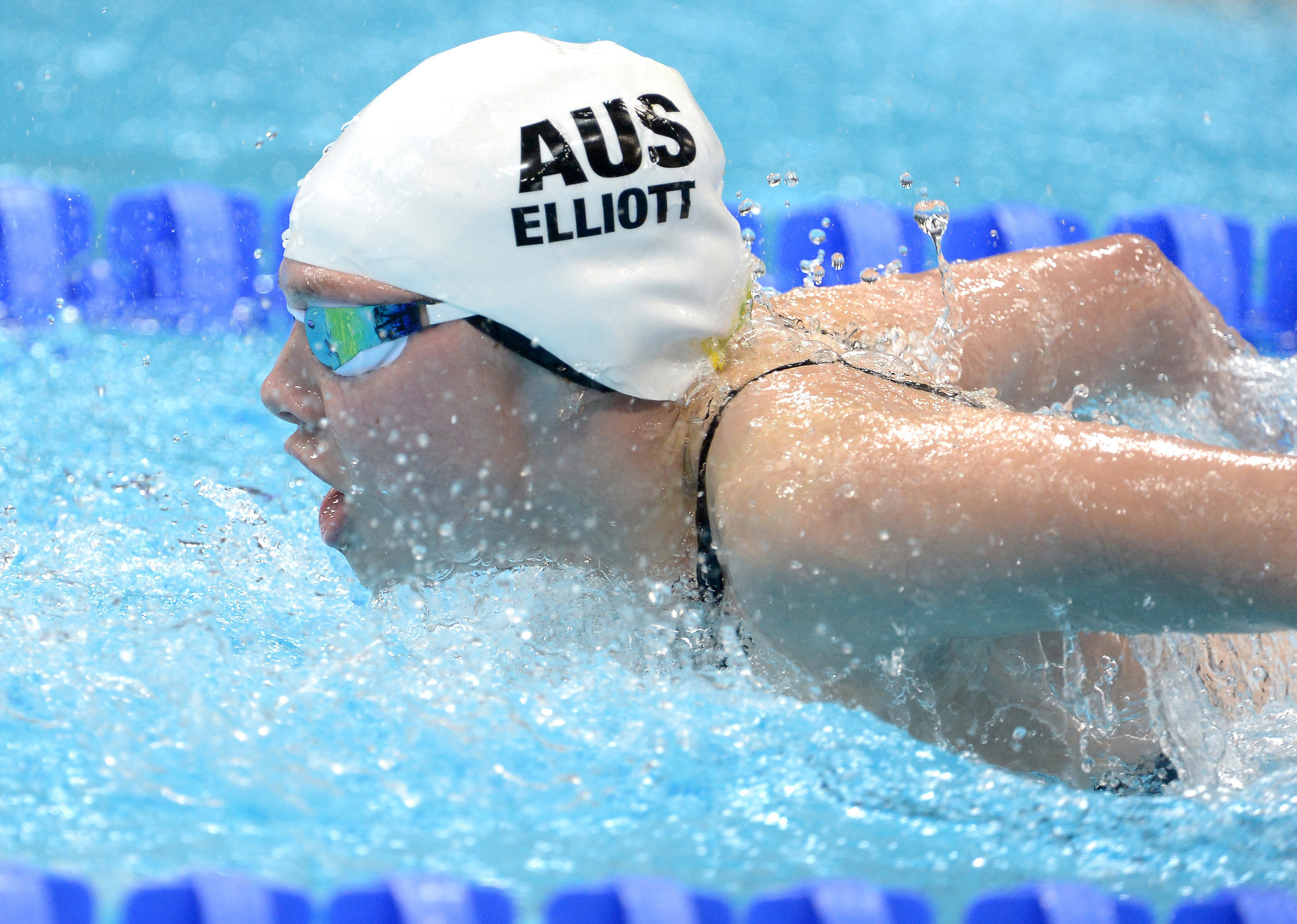
Elliott aux Jeux paralympiques d'été 2012

En 2017, Elliott est reclassifiée en S9 et n'est pas, par la suite, sélectionnée dans les équipes australiennes aux Jeux du Commonwealth de 2018 et aux Championnats du monde de handisport. En 2019, Elliott avoue avoir été victime de cyberintimidation en raison de problèmes de classification.

## Distinctions
- 2012 : Athlète paralympique australien junior de l'année
- 2014 : Médaille de l'Ordre d'Australie
- 2015 :  Nageur paralympique de l'année selon Swimming Australia .
- 2015 : Athlète avec un handicap de Nouvelle-Galles du Sud de l'année[30]
- 2016 : Nageur paralympique de l'année selon Swimming Australia[31]
- 2016 : Athlète féminine NSWIS de l'année, Athlète régionale NSWIS de l'année, Athlète junior NSWIS de l'année[32]
- 2016 : Athlète féminine paralympique australienne de l'année[33]